# Liten ekkremla
Liten ekkremla (Russula rutila) är en svampart som beskrevs av Romagn. 1952. Liten ekkremla ingår i släktet kremlor och familjen kremlor och riskor.  Arten är reproducerande i Sverige. Inga underarter finns listade i Catalogue of Life.

## Bildgalleri